# Кичинська Віра Михайлівна
Віра Михайлівна Кичинська (нар. 24 квітня 1951) — українська радянська діячка, бригадир тваринницького комплексу радгоспу «Львівський» Бериславського району Херсонської області. Депутат Верховної Ради СРСР 10—11-го скликань.

## Біографія
Освіта середня спеціальна.
У 1970—1973 роках — лаборант, старший зоотехнік радгоспу «Львівський» села Львове Бериславського району Херсонської області.
У 1973—1976 роках — зоотехнік, старший зоотехнік птахофабрики «Ольгівська» села Ольгівка Бериславського району Херсонської області.
З 1976 року — бригадир молочнотоварної ферми, з 1983 року — бригадир тваринницького комплексу радгоспу «Львівський» села Львове Бериславського району Херсонської області.
Потім — на пенсії у селі Львове Бериславського району Херсонської області.